# Fresnes-sous-Coucy
Fresnes-sous-Coucy település Franciaországban, Aisne megyében. Lakosainak száma 160 fő (2022. január 1.). Fresnes-sous-Coucy Barisis-aux-Bois, Bassoles-Aulers, Coucy-la-Ville, Prémontré, Septvaux és Verneuil-sous-Coucy községekkel határos.

## Népesség
A település népességének változása:
| Lakosok száma | 170  | 145  | 146  | 148  | 158  | 159  | 161  | 164  | 163  | 160  |
|               | 1968 | 1982 | 1990 | 2006 | 2013 | 2015 | 2017 | 2019 | 2020 | 2022 |